# Estació de París-Austerlitz
|  | Per a altres significats, vegeu «Austerlitz (desambiguació)». |

L'estació de París-Austerlitz (francès: Gare de Paris-Austerlitz), coneguda també com a estació d'Austerlitz, anomenada anteriorment com a estació d'Orleans, és una de les sis grans estacions terminals de la SNCF a París. Situada a la vora del Sena (marge esquerre), al barri de la Salpêtrière Salpêtrière del 13è districte, es troba al capdavant de les línies "clàssiques" que donen servei sobretot a Bordeus-Sant Joan, Llemotges-Benedictins i Tolosa-Matabuòu.
Des de l'entrada en servei de la LGV Atlàntic, aquesta estació ha perdut la major part del seu trànsit de les grans línies amb la Turena i el gran Sud-Oest francès. Es tracta només d'uns 21,3 milions de passatgers a l'any, o bé la meitat de l'estació Montparnasse. Conserva un paper important en el servei les sortides de París del sud de l'Illa de França, de l'Orleanès, del Berric i de l'oest del Massís Septentrional.
Tot i això, la renovació important de l'estació, que va començar el 2011 i està prevista pel 2020, hauria de canviar la situació en els propers anys i dotar-li trànsit addicional. La SNCF anuncia 23 milions de passatgers i 180.000 trens el 2020 i una duplicació del nombre de passatgers per al 2030. De fet, té una capacitat d'expansió significativa en comparació amb altres estacions parisenques, que podria desenvolupar durant la propera dècada i, en particular, tenint en compte una possible arribada d'una part del trànsit TGV, entre d'altres, el projecte de LGV París Orleans Clarmont d'Alvèrnia Lió (LGV POCL).
També és una estació subterrània de la línia C del RER, en la qual es comptabilitzaven 27.536 passatgers diaris el 2012.

## Situació ferroviària
L'estació és la capçalera de la línia de París-Austerlitz a Bordeus-Sant Joan.
Inclou:
- una estació de superfície amb 21 pistes sense sortida, destinades al trànsit de les grans línies (eix París – Tolosa via Llemotges) i servint els grans suburbis; és parcialment catalogada com a monument històric;[2]
- una estació de soterrània amb quatre vies de passatge (per a dues andanes centrals) assignades al servei de la línia C del RER.

Al capdavant de l'estació, que s'estén sobre diversos quilòmetres entre París-Austerlitz i Ivry-sur-Seine, es troben diversos llocs, com ara paquets de formació i emmagatzematge per als trens de passatgers. Aquesta àrea, ja parcialment amputada per la creació de la biblioteca de François Mitterrand, té una vasta operació de desenvolupament urbanístic, la ZAC Ribera Esquerra de París.

## Servei de viatgers

### Recepció
L'estació disposa d'una entrada "arribades", al costat de quai de la Gare, i d'una entrada "sortides", al costat de boulevard de l'Hôpital. Al sortir de l'estació, el feix de vies, parcialment cobert, passa pel mig de la Ribera Esquerra i al sud de la Biblioteca Nacional de França, determinades vies procedents de l'estació soterrània s'uneixen a aquest feix per túnels.

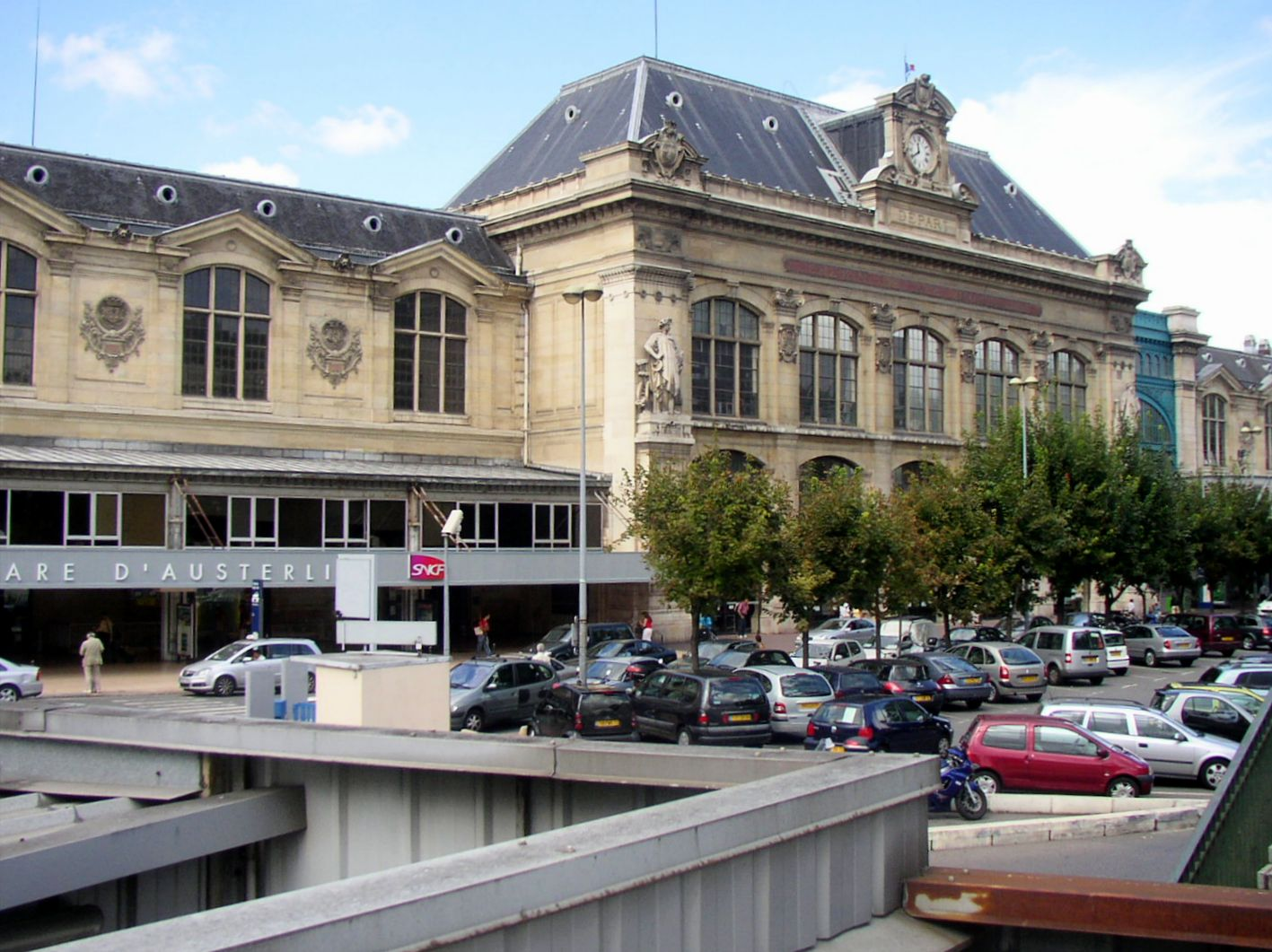
Façana del vestíbul de sortides.
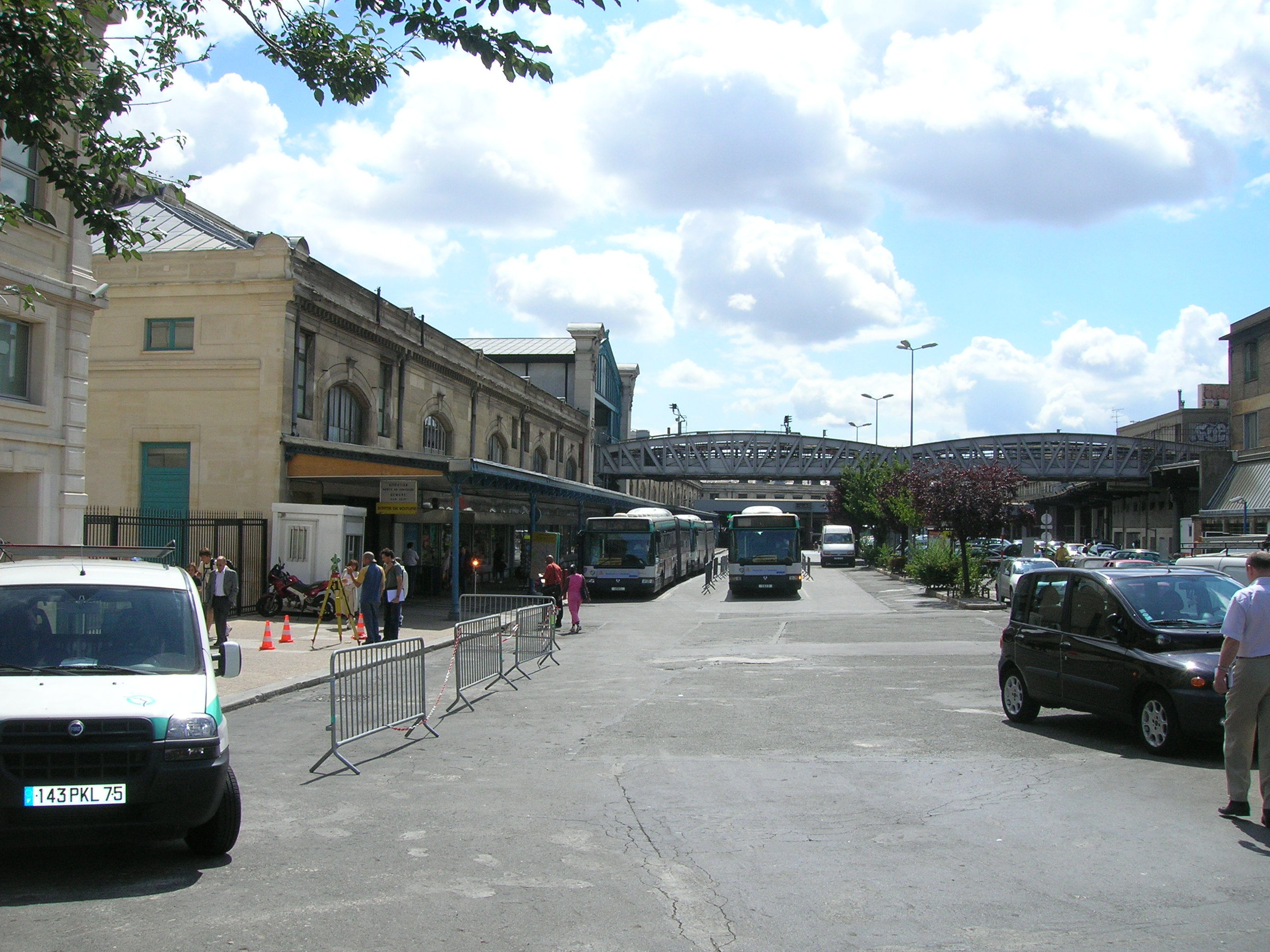
Façana del vestíbul d'arribades.
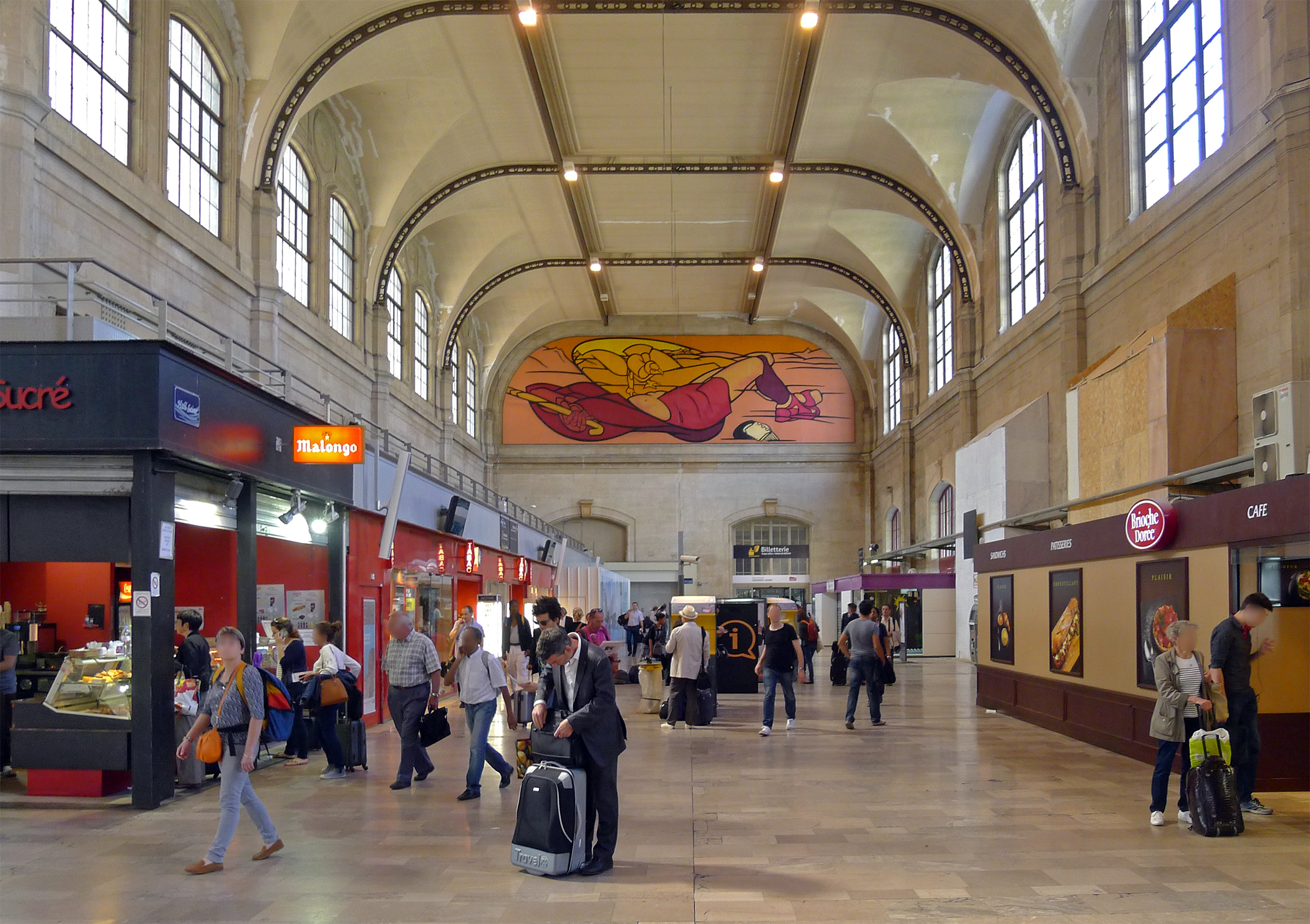
Sala de pas perdut.

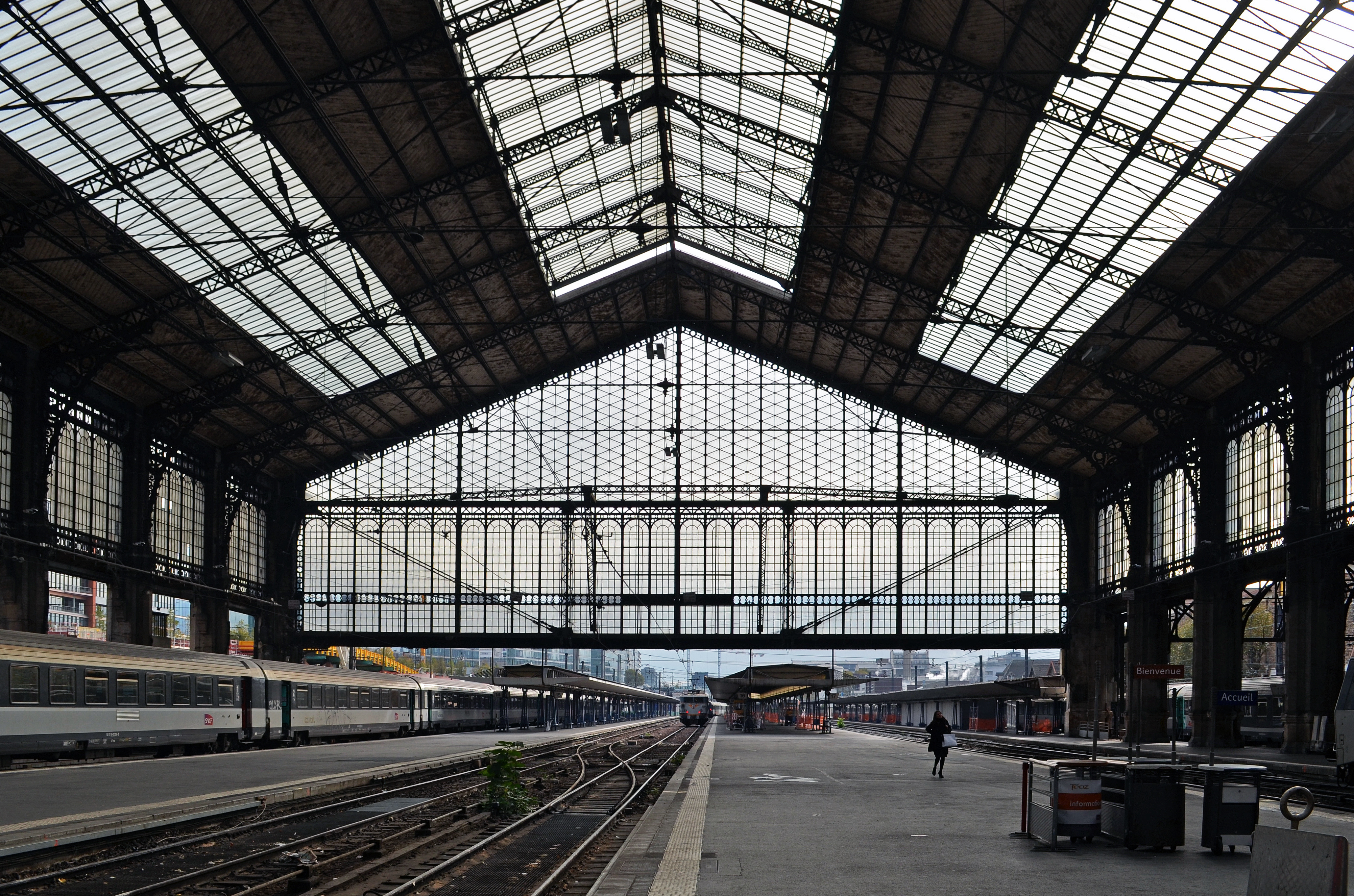
L'estació, al costat de les andanes.
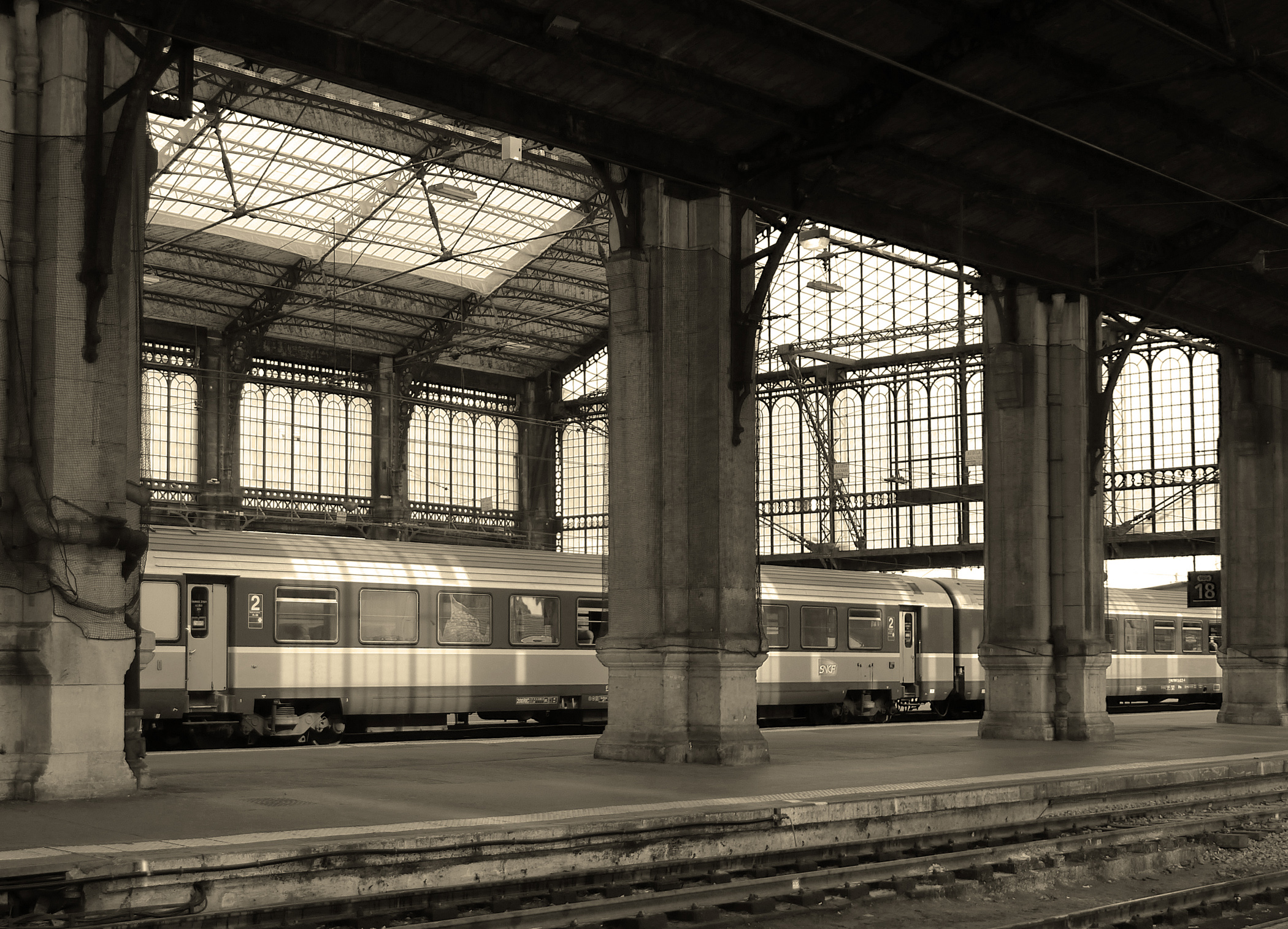
El vestíbul principal, vist des del vestíbul annex.
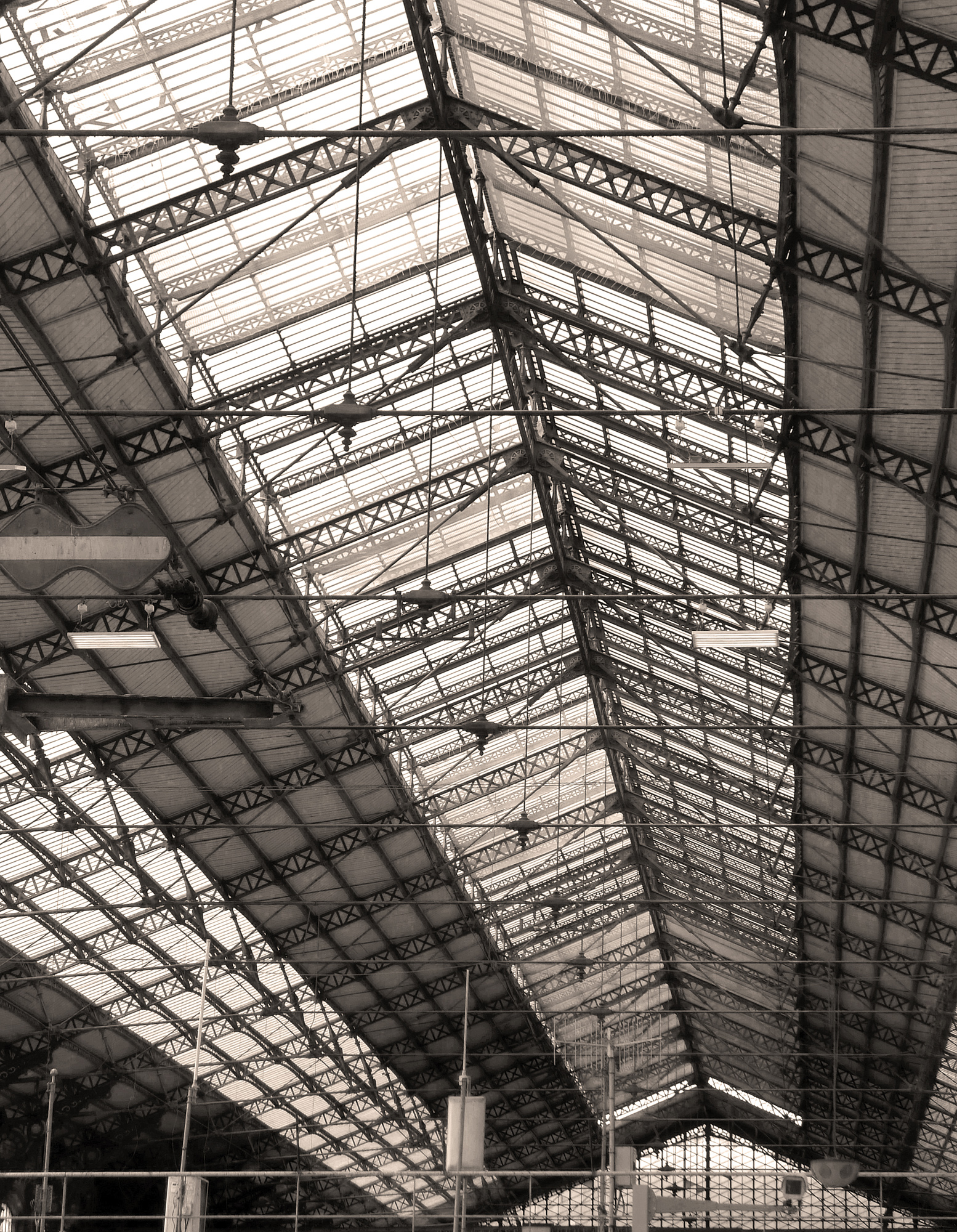
Marquesina.
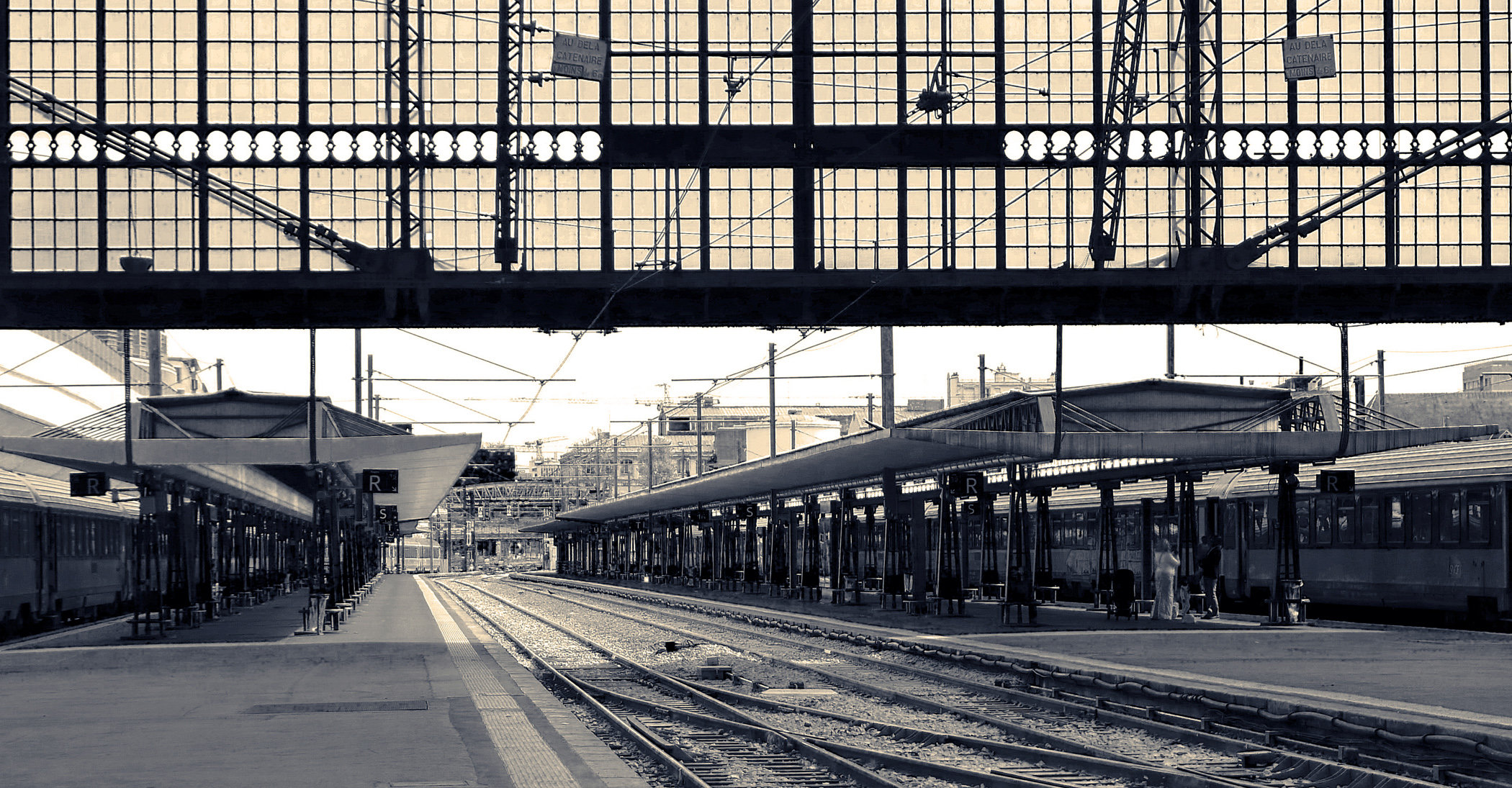
Andanes.

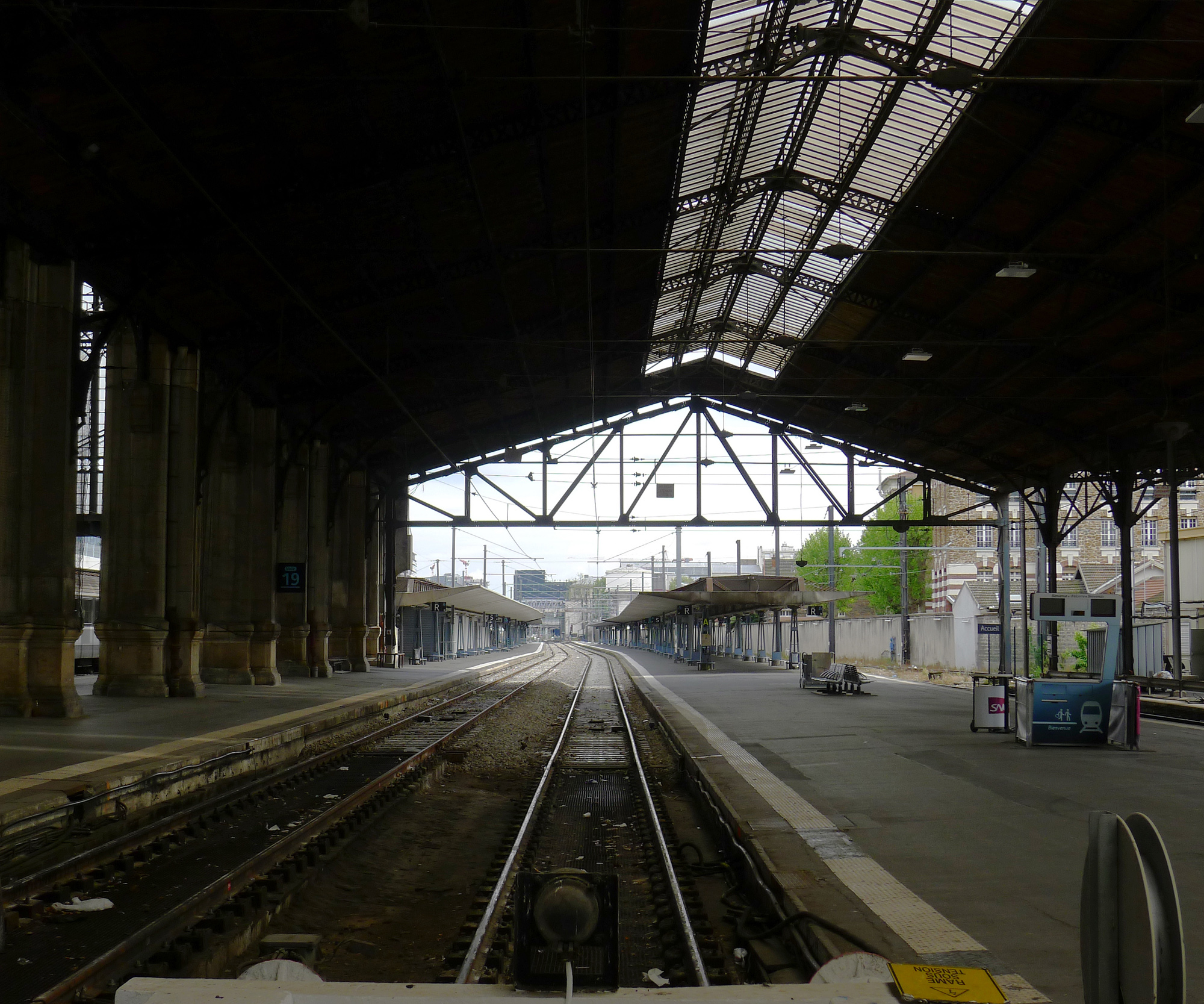
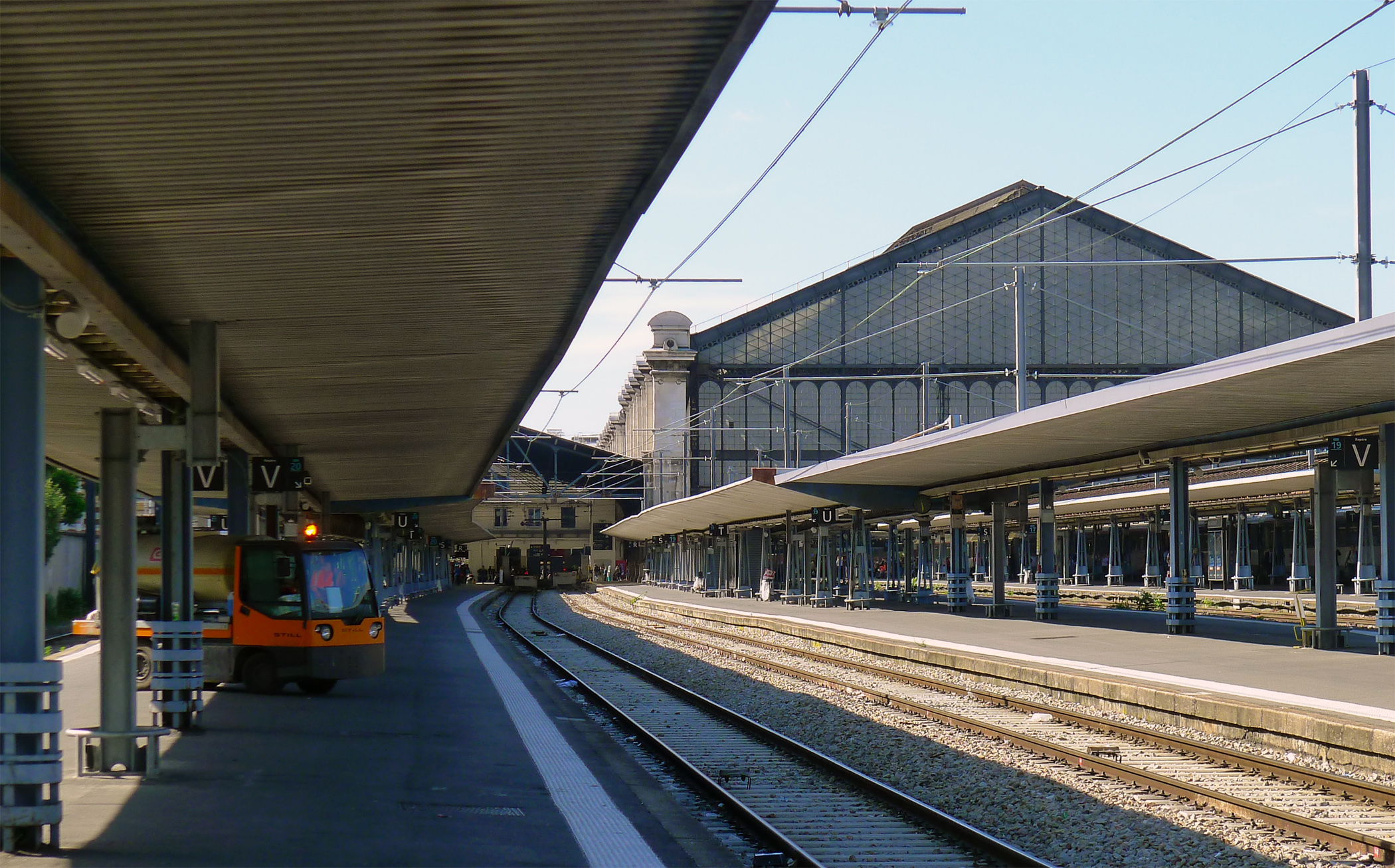
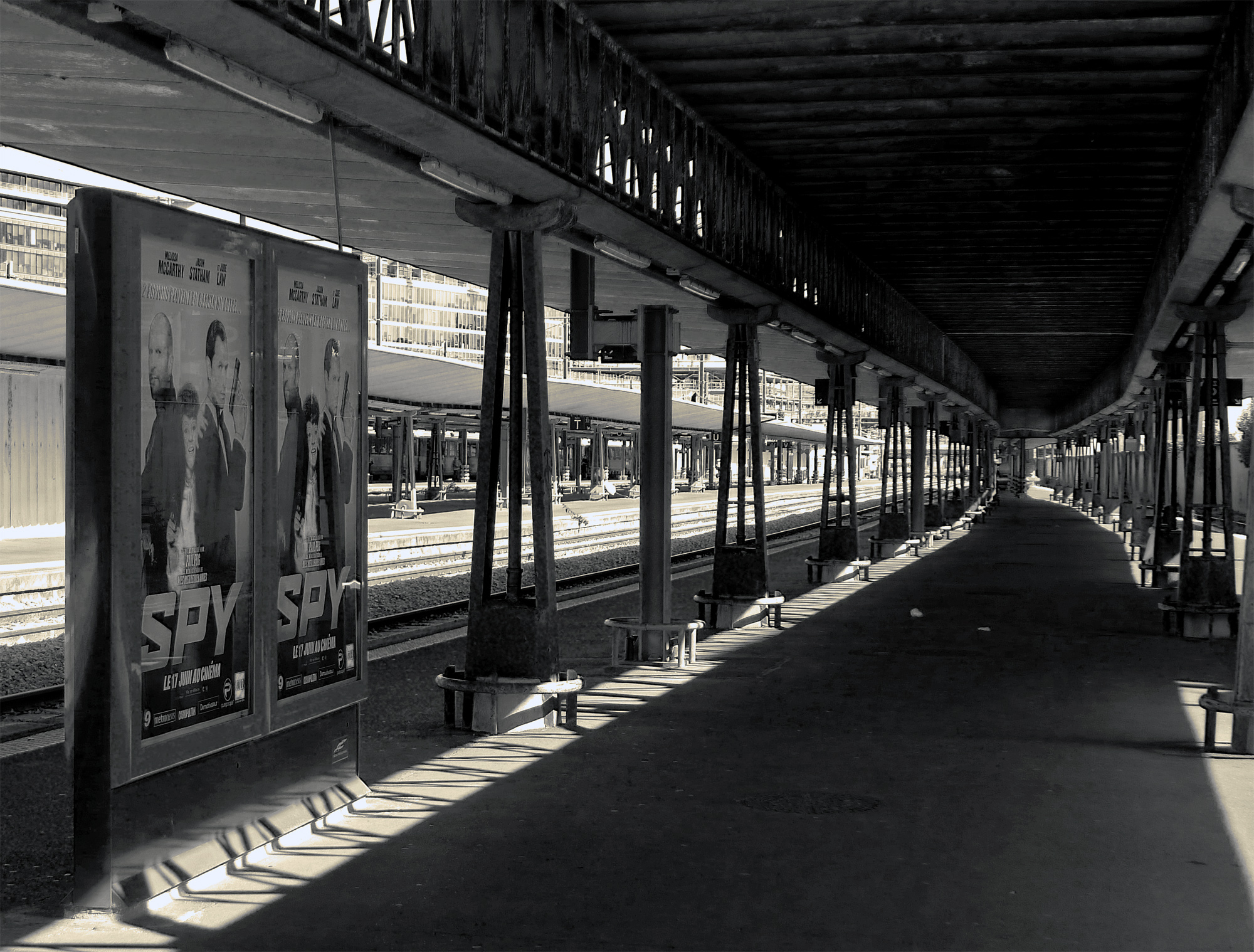
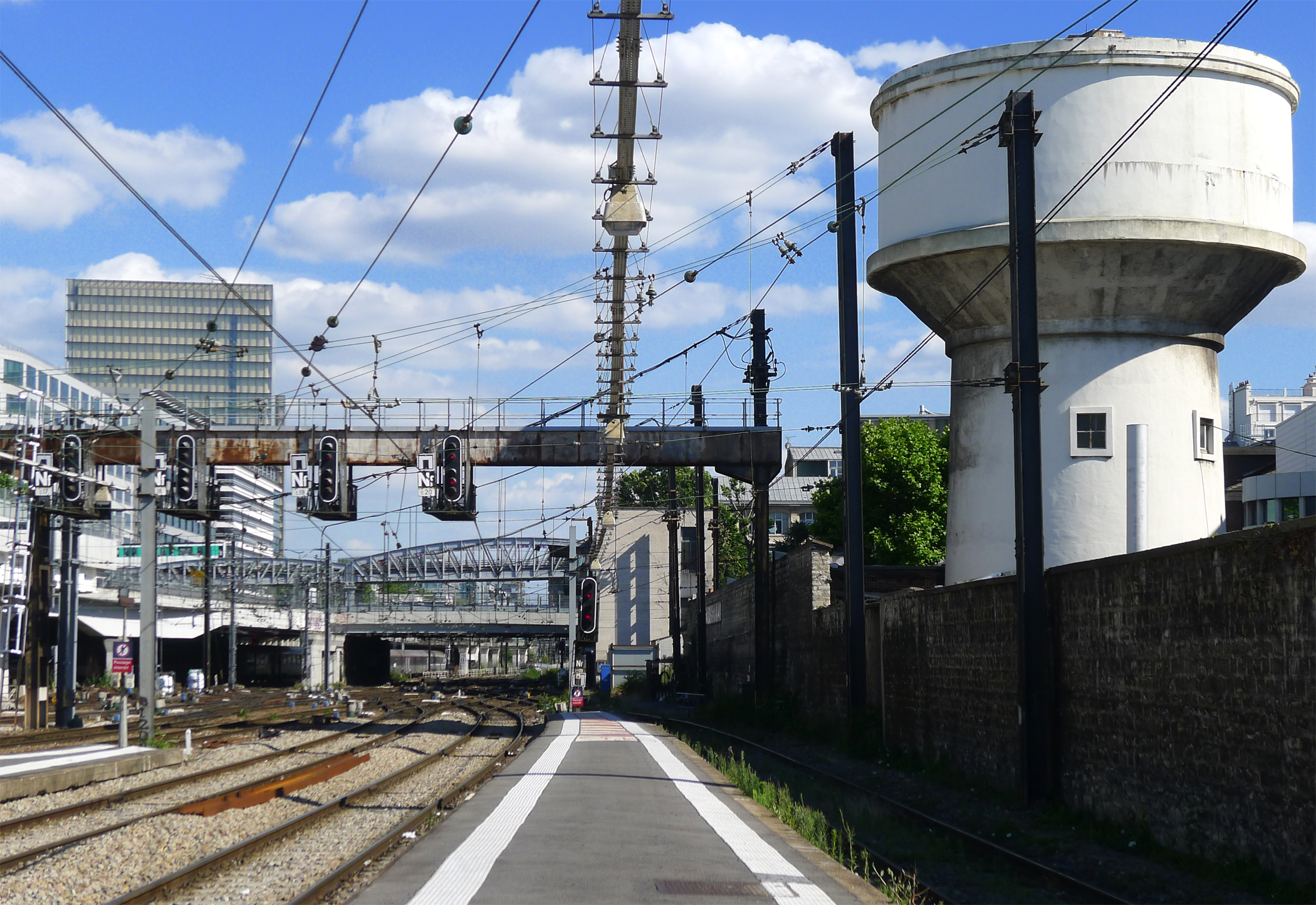

El restaurant Le Grenadier (en homenatge a la batalla d'Austerlitz), situat al primer pis, amenaçat durant molt de temps, finalment fou enderrocat el març del 2012, així com el bar de la planta baixa. Actualment no hi ha cap restaurant real a l'estació. La sala de pas perdut està decorada amb dos grans panells acrílics sobre fusta, pintats en 1987 per l'artista italià Valerio Adami, representant El Matí i El Vespre sobre el tema del Viatge de Perseu.

### Servei

#### Intercités
Els trens Intercités diürns fan servei a les relacions:
- París – Châteauroux – Llemotges – Briva – Caors – Montalbà – Tolosa (Intercités i Intercités 100% Éco);
- París – Les Aubrais – Blois – Amboise – Saint-Pierre-des-Corps – Saumur – Angers – Nantes (únicament les Intercités 100% Éco, circulant els caps de setmana), perllongat fins al Croisic en període estival;
- París – Les Aubrais – Saint-Pierre-des-Corps – Poitiers – Niort – La Rochelle (únicament les Intercités 100% Éco, circulant els caps de setmana en període estival).

#### Trens de nit
Tots els Intercités de nuit amb destinació del sud de França surten de l'estació d'Austerlitz i fan servei a les relations :
- París – Tolosa / Cervera M. – Portbou, via Caors, Montalbà, Carcassona i Perpinyà;
- París – La Tor de Querol, via L'Ospitalet;
- París – Briançon, via Gap;
- París – Rodés / Albi, via Fijac.

La connexió realitzada pel tren Sud-Express, entre París i Lisbona, s'efectua parcialment pel TGV, amb sortida des de l'estació Montparnasse.
Fins al desembre de 2013, aquesta estació era la capçalera dels trens nocturns de la companyia Elipsos entre París i Barcelona-França i Madrid-Chamartín. Actualment aquests trens estan parcialment substituïts pel TGV París – Barcelona-Sants amb l sortida efectuada a l'estació de París-Lió.

#### TER
Els trens TER fan servei a les relacions:
- París – Vierzon – Borges (amb correspondència immediata a Montleçon;
- París – Les Aubrais – Blois – Saint-Pierre-des-Corps – Tors;
- París – Les Aubrais – Orleans (trens directes);
- París – Étampes – Les Aubrais – Orléans (trens omnibus);
- París – Dourdan – Châteaudun – Vendôme.

#### Suburbi
L'estació fa servei als trens de la línia C del RER de l'Illa de França (RER C).

#### Estació d'emergència per a París-Montparnasse
L'estació d'Austerlitz pot acollir els TGV programats normalment amb procedència o destinació de l'estació Montparnasse en cas que es produís un problema en aquesta darrera.

### Intermodalitat
L'estació fa servei a les línies 5 i 10 de metro, les línies 24, 57, 61, 63, 89, 91 i 215 de la xarxa de bus RATP, la línia turística OpenTour, i les línies nocturnes N01, N02, N31, N131 i N133 del bus Noctilien.
També es pot accedir a l'estació de Lió (deu minuts a peu) a través del pont Charles-de-Gaulle, i després el carrer Van-Gogh.

## A proximitat
- El jardí de les Plantes
- L'hospital de la Pitié-Salpêtrière